# Ichneumon canadensis
Ichneumon canadensis là một loài tò vò trong họ Ichneumonidae.